# Andy Tennant
Pour les articles homonymes, voir Tennant.
Andrew Tennant, plus connu sous le surnom de Andy Tennant, est un acteur, producteur, réalisateur et scénariste américain né le 15 juin 1955 à Chicago, dans l'Illinois (États-Unis).

## Filmographie

### Acteur
- 1978 : Grease
- 1978 : Sgt. Pepper's Lonely Hearts Club Band
- 1979 : 1941
- 1980 : Une nuit folle, folle (Midnight Madness)  : Melio
- 1982 : Grease 2

### Réalisateur
- 1990 : Ferris Bueller (série télévisée)
- 1992 : Le mystère du ranch (en) (Keep the Change) (TV)
- 1992 : Desperate Choices: To Save My Child (en) (TV)
- 1993 : L'Histoire d'Amy Fisher (The Amy Fisher Story) (TV)
- 1993 : South of Sunset (TV)
- 1995 : Sliders : Les Mondes parallèles (TV) : Un Monde selon Lenine (Pilot)
- 1995 : Papa, j'ai une maman pour toi (It Takes Two)
- 1997 : Coup de foudre et Conséquences (Fools Rush In)
- 1998 : À tout jamais, une histoire de Cendrillon (Ever After) (+ scénariste)
- 1999 : Anna et le Roi (Anna and the King)
- 2002 : Fashion victime (Sweet Home Alabama)
- 2005 : Hitch, expert en séduction (Hitch)
- 2006 : The Wedding Album (TV) (+ producteur et scénariste)
- 2008 : L'Amour de l'or (Fool's Gold) (+ scénariste)
- 2010 : Le Chasseur de primes
- 2016 : Wild Oats
- 2020 : Le Secret : Tous les rêves sont permis (The Secret: Dare to Dream)
- 2025 : Unit 234